# Гольцман, Евгения Тевьевна
Евгения Товиевна (Тевьевна) Гольцман (1897, Пинский уезд, Минская губерния — 24 марта 1964, Москва) — советский организатор кинопроизводства, управляющий Кинофотоиздатом (1934—1936).

## Биография
Родилась в 1897 году в Пинском уезде Минской губернии.
В 1920-е годы была членом Одесского горсовета, затем работала секретарём орготдела Московского губернского отдела Союза текстильщиков.
В 1934—1936 годах — управляющий Всесоюзным издательством литературы по кинематографии и фотографии, созданным постановлением Совнаркома СССР от 28 сентября 1934 года в системе Главного управления кинофотопромышленности (ГУКФ).
В 1936 году — секретарь партийной организации Главного управления кинофотопромышленности. Входила в ближайшее окружение начальника ГУКФа Бориса Шумяцкого.
В марте 1936 года была арестована «за участие в контрреволюционной троцкистской организации». Её арест положил начало ползучей «чистке» в аппарате ГУКФа, в результате которой «врагами народа» были объявлены почти все заместители и помощники Шумяцкого, начальники всех управлений, их заместители, руководители отделов и служб, а в конечном итоге и сам Шумяцкий.
В книге «Архипелаг ГУЛАГ» Александр Солженицын писал о ней:

Евгения Гольцман в казанской тюрьме (1938) противилась перестукиванию между камерами: как коммунистка она не согласна нарушать советские законы! Когда же приносили газету — настаивала Гольцман, чтобы сокамерницы читали её не поверхностно, а подробно!
Умерла 24 марта 1964 года в Москве.

## Семья
- брат — Мендель Товиевич (Тевиевич) Гольцман (1893—?), статистик и демограф, сотрудник ЦК Совторгслужбы и статистического отдела (сектора) ВЦСПС[14], автор монографий по профстатистике[15]. По переезде в Москву в конце 1920-х годов Е. Т. Гольцман проживала в одной квартире с братом на Большой Дмитровке, д. 16, кв. 11[16].